# 八旗生计
八旗生计，指清朝旗人生活困难问题，主要指京城正身旗人的生活和谋生问题。
清兵入关，定都北京后，由八旗兵驻防城市，尤以北京驻防八旗兵最多。将圈占的百姓土地分授八旗兵丁为业，对八旗官兵及其家属采取拨给旗地及俸饷等办法以资生活，不准经营农、工、商。
开始家给人足，全国统一后，承平日久，随着人丁繁衍，因编外旗兵增多而成为闲散余丁。开支增大，披甲、饷米都有定额，渐感入不敷出，八旗兵丁生活出现了困难，经济生活每况愈下。八旗人丁脱离生产劳动，靠兵饷维持生计，不生产、不经商，过着寄生生活，终日无所事事，游手好闲，且奢靡成风，兵饷不够挥霍，靠借债典当、预支饷或私自典卖旗地维持生活。
八旗生计问题从康熙、雍正时已出现，到乾隆、嘉庆时越加严重。康熙时采用赏赐银两，雍正创设养育兵等制，乾隆时以汉军出旗之缺增补满汉兵员，嘉庆时中止木兰秋狝，道光时准许旗丁转入绿营充当马兵、战兵、守兵，予以补救。八旗生计至清朝灭亡未得到妥善解决。